# 長渡譽一
長渡 譽一（ながと よいち、1941年1月19日 - 2017年6月24日）は、日本のゴルフコース設計士、施工管理、ゴルフ場コンサル、グリーンキーパー。

## 略歴
1941年、宮崎県南那珂郡南郷町（現在の日南市南郷町）出身。日南海岸の美しさで感性を磨き、高校では園芸を学ぶ。そして民間会社の育種技術研究生を得て、ゴルフ場で働く。ゴルフの管理会社では、グリーンキーパーやコース管理、コース開発などを経験するが、中でもミニコースの設計の仕事が面白かったようで、ゴルフ場設計家になるために独立した。以降、全国の著名な設計や監修だけでなく、ゴルフツアー機構コースアドバイザーなどにも従事。
「ザ・ロイヤルゴルフクラブ」「富嶽カントリークラブ」の全面改修が最後の仕事だった。
2017年6月24日、胆管癌により死去。享年76歳。

## 主な実績
- 大阪読売ゴルフ（ウエスト）
- 大阪よみうりカントリークラブ
- 阿見ゴルフ倶楽部（茨城県）
- クラウンヒルズ京都ゴルフ倶楽部（京都府）
- 大郷ゴルフクラブ（宮城県）
- 青森カントリークラブ（青森県）
- 青森能代カントリークラブ
- イースタンリゾート滋賀ゴルフ
- フォレースト三木ゴルフ倶楽部
- 沖縄読谷ゴルフクラブ（クイーントラップGC）
- 那覇ゴルフ倶楽部
- 小金井ゴルフクラブ（東京）
- 近鉄浜島ゴルフ倶楽部（三重県）
- 近鉄賢島ゴルフ倶楽部（三重県）
- 霞ヶ城ゴルフクラブ（栃木県）
- 滋賀カントリー倶楽部（滋賀県）
- ザ・カントリークラブジャパン（千葉県）
- 琉球ゴルフクラブ
- 鳴尾ゴルフ倶楽部（兵庫県）
- 鳴尾ゴルフクラブ（兵庫県）
- ブラボーリゾート（フイリッピン・ネグロス島）
- ロイヤルオーシャン（茨城県）
- ザ・ロイヤルゴルフクラブ（茨城県）
- 富嶽カントリークラブ（静岡県）